# 3458 Boduognat
3458 Boduognat eller 1985 RT3 är en asteroid i huvudbältet som upptäcktes den 7 september 1985 av den belgiske astronomen Henri Debehogne vid La Silla-observatoriet. Den är uppkallad efter Boduognat, en ledare av Nervier.
Asteroiden har en diameter på ungefär 7 kilometer.